# Kassala (stad)
Kassala (Italiaans : Cassala) is een stad in het noordoosten van Soedan en is de hoofdplaats van de staat Kassala.
Kassala telde in 2022 420.166 inwoners. De stad telde 234.622 inwoners bij de volkstelling van 1993. Kassala vormt een marktplaats en staat bekend om haar fruittuinen.
Vroeger vormde het een spoorwegknooppunt, maar het station is sindsdien opgeheven en de spoorlijn waaraan het lag is grotendeels weggehaald of verkeert in zeer slechte staat. De stad ligt echter ook aan de hoofdweg tussen Khartoem en Port Sudan, wat het tot een belangrijk handelscentrum maakt.

## Geschiedenis
De stad ontstond in 1840 als militair kamp voor Ottomaanse soldaten van de Egyptische onderkoning Mohammed Ali tijdens zijn militaire offensief in Soedan. In 1885 werd Kassala veroverd door de mahdisten. Na de Slag om Kassala werd de stad in 1894 ingenomen door de Italianen. In 1897 werd de stad echter teruggegeven aan het Koninkrijk Egypte (onder Brits bestuur). In 1899 werd Kassala onder Anglo-Egyptisch Soedan geplaatst tot aan de Soedanese onafhankelijkheid in 1956.
In juli 1940, tijdens het Oost-Afrikaans Offensief, dwongen Italiaanse troepen uit Italiaans-Oost-Afrika een klein Brits garnizoen zich terug te trekken uit Kassala, waarop de Italianen de stad bezetten met een brigade soldaten. Tegen midden januari 1941 trokken zij zich echter weer terug en nam het Britse garnizoen haar oude positie weer in.
Sinds de jaren 1960 vormt de stad een toevluchtsoord voor grote groepen Ethiopische en Eritrese oorlogsvluchtelingen. Na het uitbreken van de Tweede Soedanese Burgeroorlog in de jaren 1980, kwamen er ook veel binnenlandse vluchtelingen naartoe op de vlucht voor conflicten in het Nubagebergte en het westen van het land.

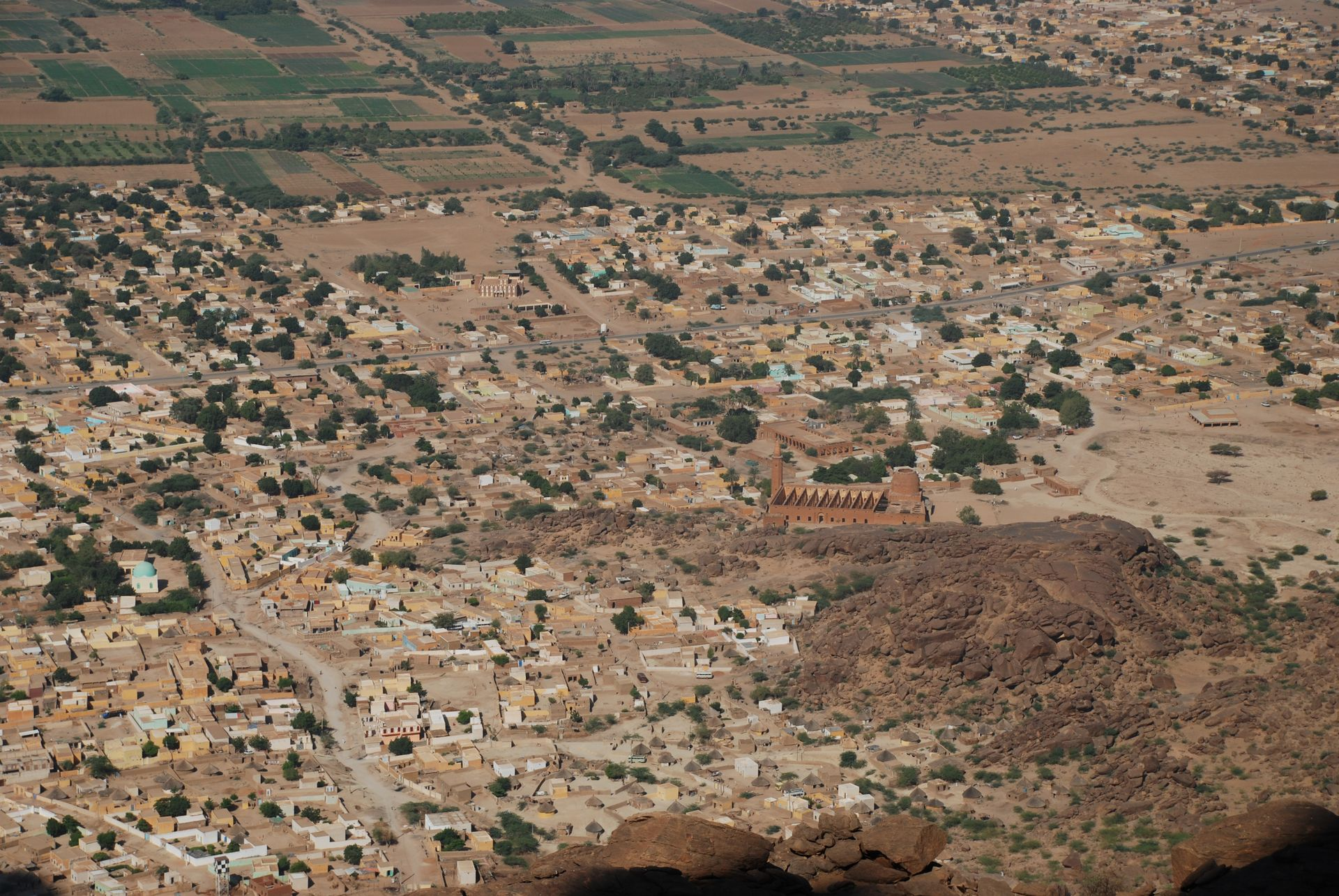
Kassala